# پتوومک پارک (مریلند)
پتوومک پارک (به انگلیسی: Potomac Park) شهری در ایالت مریلند کشور ایالات متحده آمریکا است که جمعیت آن در سرشماری سال ۲۰۱۰ میلادی، ۲٬۵۳۰ نفر بوده‌است.